# Almost Human (Cripple Bastards)
Almost Human è una raccolta di brani dei Cripple Bastards. È uscita nel 2001 per la Obscene Productions della Repubblica Ceca. Contiene un booklet di 24 pagine con copertine, testi, commenti ai testi e altre informazioni.
La copertina del disco ha procurato alcuni problemi alla band durante il suo tour americano del 2002, durante il quale furono contestati in alcuni squat. Da questa esperienza nasce il brano Bomb ABC No Rio presente sull'album Desperately insensitive.

## Lista tracce
1. Pete the ripper
2. Negativity
3. I wonder who the real cannibals are
4. I dare you
5. Ring the curtain down
6. Guerra e pecador (Brigada Do Odio)
7. Cleaning my ass with Zips & Chains
8. Il sentimento non è amore
9. Insuppressible revenge
10. Sbocco nichilista
11. I hate her
12. Get out and bite them
13. Mondo plastico
14. Fuck politics, let's riot (The Scroungers)
15. Always unsatisfied
16. Jesus & his crabs
17. Odium prevails
18. Sexual hysteria
19. Jurisdctions
20. Incurableness of a junkiefied nation
21. Dawn of ecology
22. Punch drunk (Hüsker dü)
23. The girl who lives on heaven hill (Hüsker Dü)
24. Strejt Edž (Tri Debela Praseta)/ Standing strong
25. No way /Il tuo amico morto
26. Haunting my worst sleeps
27. Morte da tossico
28. Il grande silenzio
29. Quasi donna… femminista
30. Misantropo a senso unico
31. Conclusione
32. Misantropo a senso unico
33. I hate her
34. Me & her in a microcosm of torture
35. Italia di merda
36. Il sentimento non è amore
37. Idiots think slower
38. September, 18th 1993
39. Prospettive limitate
40. The mushroom diarrhoea
41. Hazardous waste (Negative-FX)
42. Polizia, una razza da estinguere
43. Bomb "La Scintilla"
44. S.L.U.T.S.
45. Fuck politics, let's riot
46. Lotta per il potere (Kollettivo)
47. Jurisdictions
48. Inside out
49. A dispetto della discrezione
50. Stimmung